# Brançac
Bransat és un municipi francès, situat al departament de l'Alier i a la regió d'Alvèrnia-Roine-Alps. L'any 2007 tenia 511 habitants.

## Demografia

### Població
El 2007 la població de fet de Bransat era de 511 persones. Hi havia 220 famílies de les quals 68 eren unipersonals (44 homes vivint sols i 24 dones vivint soles), 56 parelles sense fills, 76 parelles amb fills i 20 famílies monoparentals amb fills.
La població ha evolucionat segons el següent gràfic:
Habitants censats

### Habitatges
El 2007 hi havia 272 habitatges, 221 eren l'habitatge principal de la família, 32 eren segones residències i 19 estaven desocupats. 266 eren cases i 5 eren apartaments. Dels 221 habitatges principals, 160 estaven ocupats pels seus propietaris, 49 estaven llogats i ocupats pels llogaters i 12 estaven cedits a títol gratuït; 1 tenia una cambra, 6 en tenien dues, 42 en tenien tres, 63 en tenien quatre i 109 en tenien cinc o més. 165 habitatges disposaven pel capbaix d'una plaça de pàrquing. A 102 habitatges hi havia un automòbil i a 101 n'hi havia dos o més.

### Piràmide de població
La piràmide de població per edats i sexe el 2009 era:
| Homes | Edats   | Dones |
| ----- | ------- | ----- |
| 0     | 95 o +  | 0     |
| 0     | 90 a 94 | 8     |
| 8     | 85 a 89 | 8     |
| 8     | 80 a 84 | 4     |
| 4     | 75 a 79 | 20    |
| 4     | 70 a 74 | 16    |
| 8     | 65 a 69 | 16    |
| 24    | 60 a 64 | 8     |
| 4     | 55 a 59 | 20    |
| 32    | 50 a 54 | 8     |
| 8     | 45 a 49 | 12    |
| 16    | 40 a 44 | 16    |
| 24    | 35 a 39 | 12    |
| 12    | 30 a 34 | 36    |
| 24    | 25 a 29 | 20    |
| 12    | 20 a 24 | 8     |
| 16    | 15 a 19 | 12    |
| 20    | 10 a 14 | 20    |
| 20    | 5 a 9   | 20    |
| 4     | 0 a 4   | 0     |

## Economia
El 2007 la població en edat de treballar era de 343 persones, 253 eren actives i 90 eren inactives. De les 253 persones actives 223 estaven ocupades (114 homes i 109 dones) i 30 estaven aturades (21 homes i 9 dones). De les 90 persones inactives 37 estaven jubilades, 23 estaven estudiant i 30 estaven classificades com a «altres inactius».

### Ingressos
El 2009 a Bransat hi havia 210 unitats fiscals que integraven 490,5 persones, la mediana anual d'ingressos fiscals per persona era de 17.552 €.

### Activitats econòmiques
Dels 14 establiments que hi havia el 2007, 2 eren d'empreses extractives, 2 d'empreses de fabricació d'altres productes industrials, 4 d'empreses de construcció, 2 d'empreses de comerç i reparació d'automòbils, 1 d'una empresa de transport, 1 d'una empresa financera i 2 d'empreses de serveis.
Dels 4 establiments de servei als particulars que hi havia el 2009, 1 era un guixaire pintor, 2 electricistes i 1 empresa de construcció.
L'any 2000 a Bransat hi havia 17 explotacions agrícoles que ocupaven un total de 546 hectàrees.

## Equipaments sanitaris i escolars
El 2009 hi havia una escola maternal integrada dins d'un grup escolar amb les comunes properes formant una escola dispersa.

## Poblacions més properes
El següent diagrama mostra les poblacions més properes.